# ريتا هارادينس
ريتا هارييت هارادينس (بالإنجليزية: Rita Harradence)‏ (16 سبتمبر 1915 - 6 نوفمبر 2012)، بيوكيماوية أسترالية وأحد رواد تركيب البنيسيلامين والستيرويد، والكيمياء الفراغية للجزيئات الداخلة في الاصطناع الحيوي للكوليسترول.

## السيرة الذاتية
ولدت ريتا هارييت هارادينس في بيكسلي، نيو ساوث ويلز، في 16 سبتمبر 1915، وهي ابنة والتر تشارلز هارادينس وزوجته إثيل هارييت واسمها المعطى عند الولادة تود. لها أخوين، آرثر وإيدوارد. عَمِلَ والدها نجارًا ووالدتها خياطة في متجر شامل. وارتادت مدرسة سانت جورج الثانوية للبنات، وهي مدرسة انتقائية أكاديميًا للبنات، حيث أبدعت في الرياضيات خصوصًا. وقد أشعلت المُدَرِّسة الاستثنائية ليليان وايتوك شرارة الاهتمام بالكيمياء لدى هارادينس. وحصلت على المرتبة الأولى في الكيمياء في نيو ساوث ويلز عندما أكملت امتحانات الثانوية في عام 1933. نالت أيضًا تكريمات من الدرجة الأولى في الرياضيات، وعلامات A في اللغة الإنكليزية، الفرنسية، اللاتينية، والميكانيك، ما جعلها واحدةً من أعلى الطلاب تصنيفًا في الولاية.
فازت هارادينس بمنحة من الولاية لدراسة الكيمياء في جامعة سيدني، حيث حصلت على شهادة البكالوريوس بدرجة الشرف في عام 1937. [8][9] مُتَصَدرة صفها مع أرثر بيرتش، وحصلت على شهادة الماجستير في عام 1937. والتقت خلال فترة وجودها هناك بجون كورنفورث، كان جون زميلها في دراسة الكيمياء تسبقه بسنة دراسية. كانت هارادينس قد كسرت دورق كلايزن واستطاع كورنفورث بخبرته في نفخ الزجاج واستعماله لأنبوب النفح أن يُصَلح الكسر. تعرَّف الاثنان على بعضهما وقضيا الوقت بالمشي الجبلي في الجبال الزرقاء في أيام نهاية الأسبوع.
حصل هارادينس وكورنفورث على منحتيّ زمالة 1851 البحثية الممنوحة للأستراليين الذين يدرسون في المملكة المتحدة في عام 1939. واختار كلاهما الذهاب إلى جامعة أوكسفورد ليدرس تحت يد السير روبيرت روبينسون. وغادرا سيدني على متن سفينة أس أس أوراما في السادس من أغسطس من عام 1939. ثم اندلعت الحرب العالمية الثانية بينما كانا يعبران المحيط الهندي. عمل كلاهما في أوكسفورد على شهادات الدكتوراه. وكتبت هارادينس بحث شهادة الدكتوراه تحت إشراف روبينسون، عن «تركيب الكيتونات الدورية المتعلقة بهرمونات الجنس» في كلية سومرفيل. بدأ روبينسون هارادينس وكورنفورث يركّبان البنيسيلامين. خُطبا لبعضهما في عام 1941، وتزوجا في شهر سبتمبر من تلك السنة.ref name="Women Scientists" /> وكان لديهما ابن اسمه جون وابنتين بريندا وفيليبا.
كان هناك القليل من الوظائف البحثية في الكيمياء في أستراليا في السنوات الأولى ما بعد الحرب، ولذلك بقيا في المملكة المتحدة. وقد وجد لهما روبينسون وظائف في المعهد الوطني للبحث الطبي في هامبستيد، ولاحقًا في ميل هيل. وهناك أكملت هارادينس بحثًا كانت قد بدأته في أوكسفورد في الكيمياء الفراغية، باحثة في شكل الجزيئات الداخلة في الاصطناع الحيوي للكوليسترول. تركت هارادينس العمل لفترة قصيرة بعد ولادة طفلها الثاني في 1946، ولكنها عادت إلى العمل بدوام جزئي في البداية في عام 1947. انتقلت في عام 1962 إلى مختبر ميلستيد للأنزيمات الكيمياوية التابع لشركة رويال داتش شل، حيث بقت هناك إلى حين تقاعدها إلى عام 1975. وقد نشرا سويًا على مر السنين 41 ورقة بحثية. قال كورنفورث في خطاب تسليمه لجائزة نوبل للكيمياء لعام 1975: «كانت زوجتي خلال مسيرتي العلمية أكثر من تعاون معي بثبات. صنعت مهارتها التجريبية إسهامات كبيرة للعمل؛ لقد سَهَّلت لي صعوبات التواصل التي رافقت الصمم إلى حد فاق الوصف؛ كان تشجيعها وثباتها أقوى دعم لي.»